# Mozartstraße 9 (Mönchengladbach)

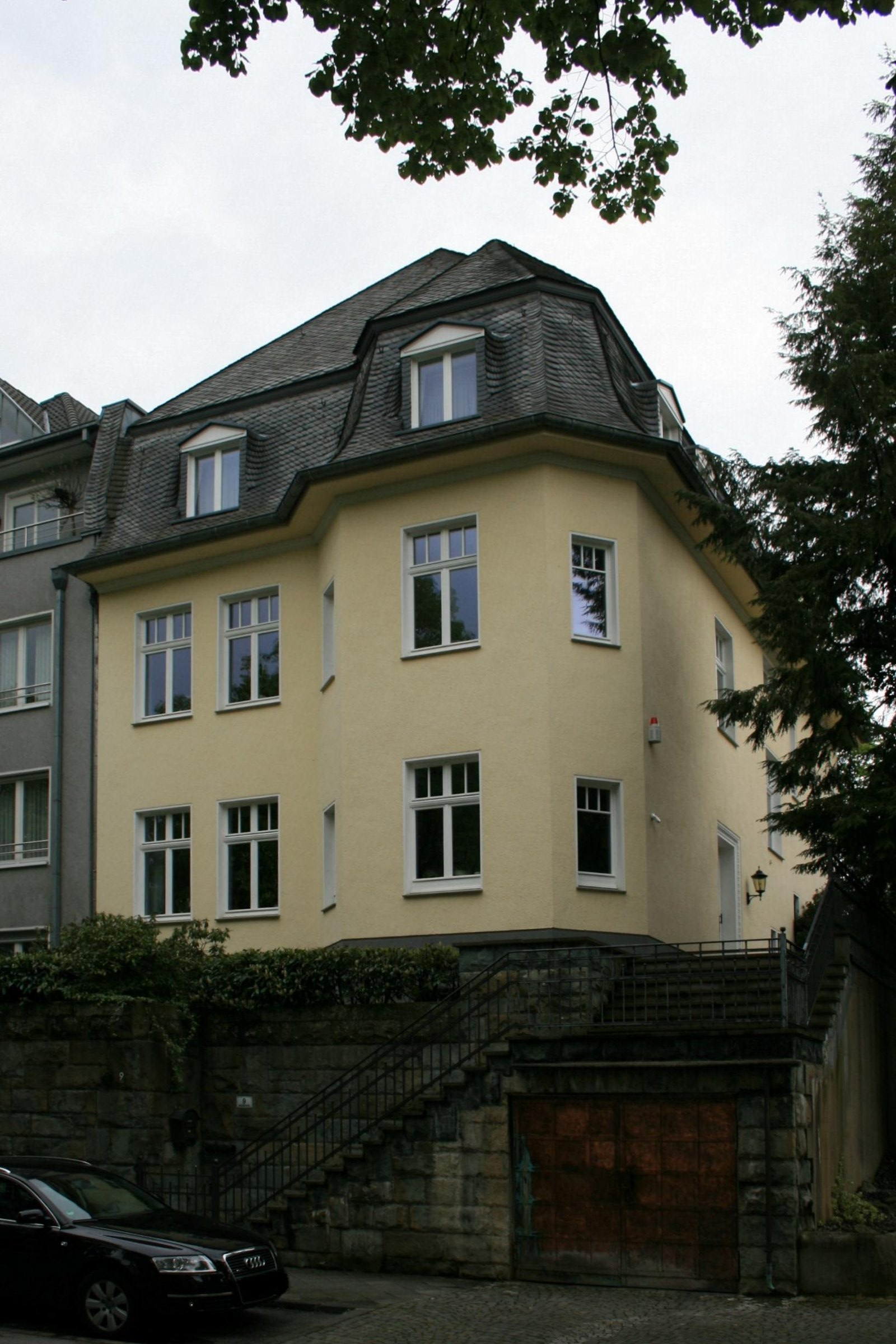
Stadtvilla (2010)

Die Stadtvilla Mozartstraße 9 steht in Mönchengladbach (Nordrhein-Westfalen). In diesem Haus ist der deutsch-jüdische Philosoph Hans Jonas aufgewachsen.
Das Gebäude wurde 1910  erbaut. Es wurde unter Nr. M 043 am 17. Mai  1989 in die Denkmalliste der Stadt Mönchengladbach eingetragen.

## Lage
Als ursprünglich freistehende Villa ist in dem um und nach 1900 entstandenen Villengebiet der Beethoven- und Mozartstraße gelegen.

## Architektur
Bei dem Objekt handelt es sich um eine zweigeschossige Villa mit Mansardwalmdach auf rechteckigem Grundriss. Das Gebäude ist aus siedlungsgeschichtlichen und bauhistorischen Gründen von Bedeutung.